# Claes Compaen
Claes Gerritszoon Compaen, auch Claas oder Klaas, (* 1587 in Oostzaan; † 25. Februar 1660 ebenda) war ein niederländischer Freibeuter.
Compaen stammte aus einer Seemannsfamilie. Sein Vater war Mitglied der von Dirck Duyvel befehligten Geusen und kämpfte unter Diederik Sonoy für den Entsatz von Alkmaar 1573. Außerdem war er als Kauffahrer in der Ostsee. Compaen fuhr zunächst auf einem Salzschiff aus Enkhuizen dann auf einem Kauffahrer aus Hoorn im Mittelmeer. Später machte er sich selbständig und trieb als Kauffahrer Handel mit Guinea. 1621 beschloss er auf eigene Rechnung auf Kaperfahrt zu gehen und es gelang ihm einen Kaperbrief der Generalstaaten zu erhalten. Nachdem ihn die Admiralität zwang einen Hamburger Kauffahrer zurückzugeben und ihm das Prisengeld verweigerte verlegte er seine Aktivitäten aus den Niederlanden. Er ging in der Karibik, im Ärmelkanal, im Mittelmeer und der afrikanischen Atlantikküste auf Kaperfahrt. Seine Beute machte er zeitweise in England, Irland (County Clare, ab 1625), in Salé und anderen Teilen Nordafrikas zu Geld. 
Er war besonders in den 1620er Jahren aktiv und soll hunderte Schiffe aufgebracht haben. 1626 blockierte er einige Zeit zwei große Schiffe der Niederländischen Ostindien-Kompanie, darunter die Hollandia, auf den Kapverdischen Inseln. Um diese Zeit lieferte er sich vor Spanien auch ein Gefecht mit dem Freibeuter im Dienst der Spanier Jacob Collaert und konnte diesem trotz zahlenmäßiger Unterlegenheit entkommen. 
Schließlich suchte er um eine Begnadigung ein (mit dem Hinweis, dass er vor allem den Spaniern Schaden zugefügt habe) um in die Niederlande zurückzukehren und erhielt diese auch um 1626. Er scheint danach sein Vermögen verloren zu haben und starb 1660 in Armut.
1715 erschien seine Biographie in Amsterdam.
In den 1930er Jahren suchten verschiedene Glücksritter in Ostzaan nach seinem angeblich vergrabenen Schatz.